# Astropyga
Astropyga é um gênero de ouriços-do-mar (echinoidea) da família Diadematidae, da ordem Diadematoida.

## Espécies
O gênero inclui três espécies:
- Astropyga radiata
- Astropyga pulvinata
- Astropyga magnifica